# 伯茲艾 (印第安納州)
伯茲艾（英語：Birdseye）是一個位於美國印第安納州杜波伊斯縣的城鎮。

## 人口
根據2010年美國人口普查的數據，伯茲艾的面積為1.65平方千米，當中陸地面積為1.65平方千米，而水域面積為0.00平方千米。當地共有人口416人，而人口密度為每平方千米252人。